# Acces direct (emisiune)
Acces direct este o emisiune talk-show de tip tabloid, care a apărut pe micile ecrane, pentru prima dată, în septembrie 2008, la Antena 1. De la începutul anului 2022, emisiunea este difuzată pe Antena Stars , la cârma căreia sunt Mirela Vaida și Adrian Velea. Emisiunea are până în prezent 35 sezoane, care a început pe 18 august 2025.
De-a lungul timpului, emisiunea a abordat o gamă largă de subiecte, de la cele mondene și de actualitate, la drame sociale și povești de viață. De asemenea, emisiunea a fost implicată în campanii umanitare și a contribuit la rezolvarea unor probleme sociale. 
Emisiunea poate fi urmărită online, de pe platforma de streaming video AntenaPlay. 

## Critici și controverse
Emisiunea Acces Direct a fost de-a lungul timpului subiectul mai multor critici publice și sancțiuni din partea Consiliului Național al Audiovizualului (CNA), din cauza unor încălcări ale legislației audiovizuale. Atât Antena 1, cât și Antena Stars, posturile care au difuzat emisiunea, au fost amendate în repetate rânduri de către CNA pentru conținut considerat nepotrivit, inclusiv pentru prezentarea detaliată a unor cazuri personale, limbaj licențios sau încălcarea dreptului la viață privată. 

### 1. Veronica și Viorel Stegaru
Acces direct a fost criticat pentru exploatarea căsniciei soților Stegaru, aparițiile repetate ale celor doi fiind adesea comparate, în mod negativ, cu o telenovelă. În februarie 2020, Consiliul Național al Audiovizualului (CNA) a amendat postul Antena 1 cu 100,000 de lei pentru încălcarea articolelor privind protecția minorilor, dar și a articolului care spune că „nu orice interes al publicului trebuie satisfăcut”. Analiza edițiilor în cauză au început în urma mai multor reclamații aduse de telespectatori, conform cărora realizatorii emisiunii își tratează cu batjocură invitații și că îi promovează drept modele de urmat. Unul din membrii CNA, Dorina Rusu, a numit aceste ediții „un spectacol al degradării umane”. În urma criticilor, Mirela Vaida a declarat că Acces direct nu a avut niciodată scopul de a educa și că edițiile emisiunii vor continua în aceeași manieră atâta timp cât audiența este ridicată.
În februarie 2020, cuplul Stegaru a fost prezent la Palatul Parlamentului pentru participarea la o ședință a comisiei de agricultură. Deputatul Dănuț Păle a declarat întâlnirile parlamentare nu reprezintă o „circotecă” și că soții Stegaru ar fi fost invitați, în mod mincinos, ca doi tineri din domeniul agriculturii. Pe 15 iunie 2020, asistenta de televiziune Emily Burghelea a demisionat în direct în timpul transmisiunii Acces direct, acuzând echipa emisiunii că ascunde agresiunile fizice ale lui Viorel asupra Veronicăi. Ca răspuns, Mirela Vaida a declarat în ediția din ziua următoare că Burghelea ar fi fost de fapt concediată din cauza încălcării unor reguli deontologice și că acuzațiile aduse de aceasta nu ar fi fost adevărate. La scurt timp, Emily a postat un vlog pe canalul său de YouTube în care a răspuns la acuzațiile Mirelei. În videoclip dovedește și că a demisionat de una singură.

### 2. "COMPLICITATE ȘI INSTIGARE LA CRIMĂ"
În ședința din 13 iulie 2021, Consiliul Național al Audiovizualului a aplicat emisiunii Acces Direct o amendă record de 150 000 lei (aproximativ 30 000 euro), constituind cea mai mare sancțiune din ultimii trei ani  .
Motivul principal: în cadrul unei ediții, invitații din platou au minimalizat și au perceput amuzant amenințările grave lansate de un bărbat împotriva fostei sale partenere, exprimând sintagma "Așa se iubesc ei!", deși femeia fusese ulterior ucisă de același bărbat, câteva luni mai târziu  .
În motivare, membrul CNA Mircea Toma a afirmat: „Nu putem vorbi despre o relație de cauzalitate … putem vorbi de complicitate și instigare la crimă. E ca și cum noi asistăm la spânzurătoare. Tot formatul emisiunii este să exploateze tot ce este senzațional”  .
Alte ediții controversate au fost sancționate de CNA, inclusiv pentru situații în care prezentatorii au încurajat o femeie să-i permită accesul partenerului violent la proprii copii, iar ulterior acesta a abuzat-o în fața minorilor. Au existat peste 112 reclamații pentru aceste ediții combinat cu altele, ceea ce a intensificat rigorile Consiliului  .

### 3. " Emisiunea Acces Direct, amendă de 10.000 de lei de la CNA, după reconstituirea unei crime. Programul Antenei 1, suspendat 10 minute"
În perioada septembrie 2021 în cadrul emisiunii „Acces Direct”, a fost dezbătută drama celor doi gemeni din Ploiești, având învitate în platou mai multe persoane implicate în acest scandal deja. Lucrurile, spun cei de la CNA, au degenerat, iar realizatoarea emisiunii și cei din platou ar fi dus lucrurile mult prea departe. Pe acest subiect CNA s-a mai sesizat recent anunțând o amendă postului Antena 1 și implicit emisunii „Acces Direct”.
Se pare că ultima decizie, luată în ședința de astăzi a CNA, vine pe fondul degenerării lucrurilor în platoul „Acces Direct”. Astfel că în intervalul orar 19:00 – 19:10 au decis suspendarea pentru zece minute a emisiunii, în schimb rulând pe micul ecran doar textul sancțiunii CNA, fără nimic altceva.
Trei dintre membrii CNA, care au cerut sancținile împotriva emisunii „Acces Direct”, trei dintre membrii CNA au declarat că lucrurile au luat-o pe un făgaș anormal, exact ca în „cazul Caracal”. Și atunci CNA s-a sesizat amendând postul Antena 1.
„Mi-a dat senzația că parcă le-a părut rău că nu au avut o cameră acolo când s-a întâmplat”, a spus un membru CNA. 

## Prezentatori
De-a lungul timpului, la pupitrul emisiunii Acces Direct s-au perindat mai mulți prezentatori. Printre cei mai cunoscuți se numără Mădălin Ionescu, Simona Gherghe (cea mai longevivă prezentatoare), Mirela Vaida (prezentatoare între 2017–2018 și din 2019 până în prezent), Alex Velea (co-prezentator alături de Simona Gherghe pentru o perioadă) și Cristina Cioran  
- Mădălin Ionescu (22 septembrie 2008 - 28 iulie 2010) [11]
- Simona Gherghe (30 august 2010 - 31 martie 2017; 8 ianuarie 2018 - 15 martie 2019) [12]
- Simona Gherghe și Alex Velea (27 august 2018 - 31 decembrie 2018) [13]
- Cristina Cioran (18 martie 2019 - 2 august 2019) [14]
- Mirela Vaida (3 aprilie 2017 - 5 ianuarie 2018; 2 septembrie 2019 - 25 februarie 2022) [15]
- Mirela Vaida și Adrian Velea (10 ianuarie 2022 - prezent) [16]
- Adrian Velea (7 aprilie 2025 - 25 aprilie 2025)

## Mutarea laAntena Stars
În ianuarie 2022, emisiunea Acces Direct, moderată de Mirela Vaida, a fost difuzată în două segmente: între 16:00–17:00 pe Antena 1 și între 17:00–19:00 pe Antena Stars. La 28 februarie 2022, formatul a fost eliminat definitiv din grila Antena 1, fiind difuzat exclusiv pe Antena Stars, de luni până vineri, în intervalul 16:00–19:00. Conducerea Antena Stars a motivat mutarea printr-o strategie editorial‑socială, dorind să extindă aria tematică spre subiecte sociale și cotidiene. Potrivit declarațiilor lui Cristian Ionescu, directorul postului la acel moment, mutarea a generat o creștere cantitativă de cinci ori a audienței, ceea ce l-a plasat pe Antena Stars pe poziția a patra în clasamentul posturilor TV generaliste.   